# 木村庄之助 (俳優)
木村 庄之助（きむら しょうのすけ、名古屋市中村区出身、1959年3月7日 - ）は、名古屋を中心に活動する俳優。

1982年、北村想の劇団「彗星’86」（後の「劇団プロジェクト・ナビ」）に、旗上げより参加。 以来、2003年解散公演「青いインクとトランク」までほとんどの作品に出演。 

また、中学生日記で、2001年度から番組終了まで、社会の担当教師・鶴舞清志役を務めた。

## 主な出演

### テレビドラマ
- ドラマ新銀河（NHK）
  - ようこそ青春金物店（1996年）- 日本史の先生 役
- 中学生日記（2001年4月 - 2012年3月、NHK総合 → NHK教育） - 社会科教諭・鶴舞清志 役
- キッズ・ウォーシリーズ（TBS）
  - キッズ・ウォー（1999年 - 2003年）
  - 新キッズ・ウォー（2005年 - 2006年）
- なごや千客万来（2000年6 - 7月、NHK総合）
- 幻のペンフレンド2001（2001年1 - 3月、NHK教育）
- 定年ゴジラ (2001年2 - 3月、NHK BS2）
- ドラマ30（TBS）
  - バトル・ファミリー ～私、恋します～（2001年11月 - 2002年1月）
  - 愛の110番（2003年3 - 5月）
  - スウとのんのん 第8話（2005年2月16日）
  - 湯けむりウォーズ〜女将になります〜（2005年4 - 5月）
  - こどもの事情（2007年7 - 8月）
  - みこん六姉妹2 第2話（2008年3月4日）
  - ママの神様 第12話（2008年5月20日）
- 海図のない旅（2002年1 - 2月、NHK総合）
- 名古屋仏壇物語（2002年11 - 12月、NHK総合）
- 七子と七生 ～姉と弟になれる日～（2004年10月9日、NHK BShi）
- オーダーメイド〜幸せ色の紳士服店〜（2004年11 - 12月、NHK総合） - 福友満寿夫 役
- 七色のおばんざい（2005年6 - 7月、NHK総合）
- 金とく ホミ・ロック ～僕らのバンド物語～（2007年6月8日、NHK名古屋・東海・北陸）
- NHKスペシャル（NHK総合）
  - 鬼太郎が見た玉砕 〜水木しげるの戦争〜（2007年8月12日）
  - 最後の戦犯（2008年12月7日）
  - 終戦特集ドラマ・気骨の判決（2009年8月16日）
- 時々迷々 第10話「河童と山わらし」（2009年9月25日、NHK教育） - 和尚 役
- 花祭（2009年10月3日、CBCテレビ） - アンティーク店主 役
- 恋するハエ女（2012年11 - 12月、NHK総合） - 田端教務主任 役
- 金とくスペシャル 名古屋発！生放送ドラマ「喜劇 娘が嫁ぐ日」（2014年5月9日、NHK名古屋・東海・北陸） - 歴史オタクの堀川さん 役
- 信長の来る部屋（2015年1月4日、メ～テレ）
- 全力離婚相談 第1話「母の涙」（2015年1月6日、NHK総合） - 郷原家執事・岡田 役
- 経世済民の男　鬼と呼ばれた男 〜 松永安左ェ門 〜（2015年9月19日、NHK総合）
- 父、ノブナガ。（2017年10月7日、CBCテレビ）
- こんなところに運命の人（2018年2 - 3月、CBCテレビ） - 西村 役
- 連続テレビ小説　半分、青い。 第21週（2018年8月、NHK）
- 高校生日記　アフターアワーズ 私たちの旅立ち （2023年7月、NHK）

### ラジオドラマ
- FMシアター（NHK-FM）
  - 貴志 雪月花（1992年4月18日）
  - ここをすぎて（1993年7月3日）
  - 杏(あんず)（1996年10月5日）
  - 怪盗ハーブの予告状（1999年2月27日）
  - 大きなたたりの木の下で（1999年9月25日）
  - 座る男（2002年11月16日）
  - ロボキッド（2002年12月14日）
  - さよなら、ユキちゃん（2003年7月19日）
  - 風保険（2003年8月9日）
  - forget - me - not ～忘れな草～（2004年6月19日）
  - 届けてレッドマン（2007年6月30日）
  - 黄泉のカラス（2011年1月22日）
  - アトカタ（2013年3月23日）
  - 金魚の恋、五十五年の夢（2014年3月15日）
  - 不惑検定（2018年3月10日）
  - ワンさんは働き者（2021年1月16日）
  - 潮騒ハイツの奇跡（2021年8月28日）
- 青春アドベンチャー（NHK-FM）
  - せいけつ教育委員会ホイホイ（1995年2月27日 - 3月3日）
  - オーデュボンの祈り（2004年4月12日 - 24日）
  - 家守綺譚（2005年2月28日 - 3月11日）
  - ほろびた国の旅（2011年7月25日 - 29日）
  - 機械仕掛けの愛（2014年2月17日 - 21日）
  - ハリネズミの願い（2018年2月19日 - 23日）
- 特集オーディオドラマ　空の防人（2011年8月13日、NHK-FM）

### 映画
- 『東京上空いらっしゃいませ』（1990年）
- 『サトラレ』（2001年）
- 『あの空をおぼえてる』（2008年）